# Johann Heinrich Kell
Johann Heinrich Kell (* 22. Februar 1880 in Düppenweiler; † 14. Oktober 1961 in Merzig) war ein deutscher Pädagoge und Heimatforscher. Der Schwerpunkt seines Wirkens lag in der Kreisstadt Merzig an der unteren Saar.

## Leben
Kell wurde als Sohn eines Bergmanns in Düppenweiler geboren, wo er auch die Volksschule besuchte. Anschließend wurde er auf der Präparandie und dem Lehrerseminar Wittlich zum Volksschullehrer ausgebildet. 1901 begann seine Karriere als Lehrer in Hülzweiler, dann Hüttersdorf und Schwalbach. 1912 bestand er die Rektorenprüfung und war von 1913 bis 1920 Schulleiter in Sulzbach/Saar. 1920 kam er nach Merzig, wo er als Schulrat 25 Jahre lang den Schulaufsichtsbezirk leitete. Von 1945 bis zu seinem Eintritt in den Ruhestand am 31. Januar 1948 wirkte er als Studienrat am Mädchengymnasium in Merzig.
Kell war 1925 Gründungsmitglied des „Vereins für Heimatkunde“, dessen Vorsitz er für fast drei Jahrzehnte übernahm. Er leitete von 1926 bis Mai 1954 den Verein und trat damit in die Nachfolge von Eugen Baltes und Wilhelm Schaefer, die beide nur wenige Monate im Amt waren. Unter seiner Leitung wurden Vorträge mit geschichtlichen, geografischen, archäologischen und wirtschaftspolitischen Inhalten veranstaltet. Die ersten fünf Jahrbücher des Heimatvereins entstanden unter seiner Federführung und wurden auch von ihm herausgegeben. Seine Heimatbücher Die Geschichte des Kreises Merzig (1925) und Die Geschichte der Stadt Merzig und des Merziger Landes (1958) gehören bis heute zu den Standardwerken über die Stadt und den Landkreis. Auch die Initiative zum Aufbau eines Kreisheimatmuseums ging von ihm aus, wurde allerdings erst mehr als 20 Jahre nach seinem Tod mit dem Schloss Fellenberg verwirklicht.
Für seine Verdienste als Heimatforscher wurde er am 5. März 1959 mit dem Bundesverdienstkreuz 1. Klasse ausgezeichnet. Die Stadt Merzig ehrte Kell im Jahr 2014, indem sie den Platz zwischen dem Vereinshaus und der Stadtbibliothek in Merzig offiziell in Johann-Heinrich-Kell-Platz umbenannte. Vorausgegangen war eine Sanierung und Neugestaltung des Platzes sowie des Kirchplatzes St. Peter für 1,9 Millionen Euro.

## Werke
- Geschichte des Kreises Merzig. Seine politische, kulturelle und wirtschaftliche Entwicklung bis zur Gegenwart. Saarbrücken 1925.
- Geschichte der Stadt Merzig und des Merziger Landes. Merzig 1958.